# Foxcote
Foxcote lub Forscore – wieś w Anglii, w Somerset, w dystrykcie (unitary authority) Somerset, w civil parish Hemington. W 1931 roku civil parish liczyła 60 mieszkańców. Foxcote jest wspomniana w Domesday Book (1086) jako Fuscote/Fuscota.